# Milton H. West

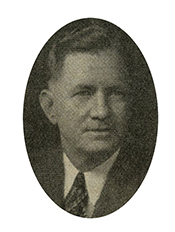
Milton H. West

Milton Horace West (* 30. Juni 1888 bei Gonzales, Texas; † 28. Oktober 1948 in Washington, D.C.) war ein US-amerikanischer Politiker. Zwischen 1933 und 1948 vertrat er den Bundesstaat Texas im US-Repräsentantenhaus.

## Werdegang
Milton West besuchte die öffentlichen Schulen seiner Heimat und danach die West Texas Military Academy in San Antonio. In den Jahren 1911 und 1912 diente er bei den Texas Rangers. Nach einem anschließenden Jurastudium und seiner 1915 erfolgten Zulassung als Rechtsanwalt begann er in Floresville in diesem Beruf zu arbeiten. Im Jahr 1917 verlegte er seinen Wohnsitz und seine Kanzlei nach Brownsville. Zwischen 1922 und 1925 fungierte er als Staatsanwalt im 28. Gerichtsbezirk des Staates Texas. Von 1927 bis 1930 war er stellvertretender Bezirksstaatsanwalt. Gleichzeitig schlug er als Mitglied der Demokratischen Partei eine politische Laufbahn ein. Zwischen 1930 und 1933 saß er als Abgeordneter im Repräsentantenhaus von Texas.
Nach dem Rücktritt des Abgeordneten John Nance Garner, der unter dem neuen US-Präsidenten Franklin D. Roosevelt zu dessen Vizepräsident wurde, gewann West die fällige Nachwahl für den 15. Sitz von Texas und wurde dessen Nachfolger im US-Repräsentantenhaus in Washington, wo er am 22. April 1933 sein neues Mandat antrat. Nach sieben Wiederwahlen konnte er bis zu seinem Tod am 28. Oktober 1948 im Kongress verbleiben. Während seiner Zeit im Kongress wurden dort die New-Deal-Gesetze der Bundesregierung unter Präsident Roosevelt verabschiedet. Seit 1941 war auch die Arbeit des Kongresses von den Ereignissen des Zweiten Weltkrieges und dessen Folgen geprägt.
Von 1937 bis 1939 war Milton West Vorsitzender des ersten Wahlausschusses. Im Jahr 1948 verzichtete er auf eine weitere Kandidatur. Er starb aber noch vor Ablauf seiner letzten Legislaturperiode, die erst am 3. Januar 1949 endete.